# فينتي (علامة تجارية)
فينتي (شعارها FEИTY) هي علامة تجارية للأزياء من ريهانا تحت مجموعة الأزياء الفاخرة LVMH (مويت هنسي لوي فيتون) التي أطلقت في مايو 2019. تم إطلاق الماركة في متجر منبثق في 22 مايو 2019 في باريس، قبل إطلاقه في جميع أنحاء العالم عبر الإنترنت في 29 مايو، ويشمل الملابس والاكسسوارات مثل النظارات الشمسية والأحذية وغيرها، وسيكون أيضًا أول متجر تطلقه LVMH منذ عام 1987.
وصفت ماركة الموضة فينتي من عديد النقاد بأنها رائدة في مجالها، وفي مقابلة تتعلق بافتتاح الماركة، قالت ريهانا إنها حصلت على «فرصة فريدة لتطوير دار للأزياء في قطاع فاخر وفريد، دون حدود فنية». وأضافت: «لم أستطع أن أتخيل شريكًا أفضل من الناحية الإبداعية وعلى حد سواء، وأنا مستعدة لكي يرى العالم ما بنيناه معًا انا وLVMH».